# Rodeo Viejo
Rodeo Viejo ist ein Corregimiento des Bezirks Soná in der Provinz Veraguas in Panama. Bei der Volkszählung im Jahr 2023 hatte es 1749 Einwohner. Das Corregimiento erstreckt sich über eine Fläche von 122,5 km².

## Bevölkerung
Die folgende Tabelle zeigt die Bevölkerung des Corregimientos Rodeo Viejo, wie es in den Volkszählungen 2000, 2010 und 2023 erfasst wurde.
| Jahr         | 2000 | 2010 | 2023 |
| ------------ | ---- | ---- | ---- |
| Einwohner    | 2212 | 2046 | 1749 |
| davon Männer | 1284 | 1154 | 988  |
| davon Frauen | 928  | 892  | 761  |

## Orte
Im Corregimiento Rodeo Viejo befinden sich folgende Orte:
- Alto de La Cruz
- Alto del Capacho
- Alto del Mango
- Alto El Pito
- Bajos del Cobre
- Berba
- Boca de Monte
- Caña Blanca
- Cerro Plata o Tierra Blanca
- Coibita
- Contra Yerba
- Corea o La Montaña
- El Antonio
- El Aposento
- El Bajo
- El Barniz
- El Barrero No.1
- El Barrero No.2
- El Barrero No.3
- El Cacao
- El Congal
- El Espino de La Sabana
- El Fite
- El Guayabo
- El Macano
- El Mamey
- El Montero
- El Nay
- El Pardo
- El Piñal No.1
- El Piñal No.2
- El Playón
- El Roso
- El Ruda
- El Salitre
- Juncal
- La Bodega
- La Cabuya
- La Cebolla
- La Chumicosa
- La Conguita
- La Isidora
- La Laguna
- La Pascuala
- La Patricia
- La Pita
- Las Balsas
- Las Peñitas
- Lerique
- Lerique Arriba o La Pacora
- Llano Largo
- Los Algarrobos
- Los Camarenas
- Los Chamizos
- Los González
- Los Mangos
- Macanal
- Miraflores
- Ojo de Agua
- Paraguay
- Paso Real
- Patio Blanco
- Pie de Cerro Grande
- Quebrada Amarilla No.2
- Quebrada Lajas
- Querque
- Quinco
- Rincón Largo
- Rodeo Viejo
- San Juan
- Tres Corrientes
- Tuluntun